# Mike Penner
Mike Penner (10 octobre 1957 - 27 novembre 2009) est un journaliste sportif américain pour le Los Angeles Times. Penner s'est déclaré « transsexuel » en 2007 dans une colonne, et s'est remis à écrire sous le nom de Christine Daniels au retour de vacances, avant de définitivement reprendre son identification en tant qu'homme en 2008. En 2009, il est mort par suicide,.

## Jeunesse et éducation
Né Michael Daniel Penner à Inglewood, en Californie, Penner est diplômé de l'université Westerner à Anaheim et de l'université d'État de Californie à Fullerton.

## Carrière professionnelle
Penner a commencé sa carrière de journaliste à l'Anaheim Bulletin en tant qu'écrivain et journaliste sportif. Il a ensuite rejoint Los Angeles Times en 1983 en tant qu'écrivain pour l'édition papier d'Orange County. Écrivant initialement sur les sports de l'université, Penner a relaté une grande variété de manifestations sportives nationales et internationales, notamment les Jeux olympiques, la ligue majeure de baseball, de tennis, et la coupe du monde de football.

### Transidentité
En avril 2007, Mike Penner décide de rendre publique sa transidentité. Il propose à son employeur de cesser d'écrire pour la rubrique sport, mais le Los Angeles Times ne voit pas la nécessité d'un tel changement et trouve plus judicieux qu'il continue à écrire dans la rubrique sport sous sa nouvelle identité de Christine Daniels. Son premier texte écrit pour le Times sous sa nouvelle identité était un essai intitulé : « Old Mike, New Christine », paru dans le journal en avril 2007, dont voici un extrait :
« I am a transsexual sportswriter. It has taken more than 40 years, a million tears and hundreds of hours of soul-wrenching therapy for me to work up the courage to type those words.... When you reach the point when one gender causes heartache and unbearable discomfort, and the other brings more joy and fulfillment than you ever imagined possible, it shouldn't take two tons of bricks to fall in order to know what to do. »
Penner a vécu et écrit en tant que « Christine Daniels » pendant plus d'un an, en continuant de documenter son expérience de transition de genre dans le blog de LA Times « Woman in Progress ». Les écrits de Daniels sont devenus une source d'espoir pour les personnes à travers le pays sur les questions d'identité de genre.
Penner a écrit en tant que Christine Daniels de juillet 2007 à mars 2008 ; sans en dire plus, il a repris en signant « Mike Penner » en octobre 2008. À partir de là, il cesse de prendre un traitement hormonal et de se présenter en tant que femme,. Il demande à son entourage de ne plus l'appeler Christine, y compris dans le privé,. 
Penner faisait partie du personnel de rédaction sportif du Times au moment de sa mort.

## Vie personnelle
Pendant plus de 20 ans, Penner a été l'époux de Lisa Dillman, sa collègue et rédactrice sportive au Los Angeles Times. Durant leur mariage, Lisa Dillman est au courant du fait que son mari a une vie parallèle où il se travestit en femme. Cependant, lorsque Mike Penner décide de rendre public sa transidentité et de vivre en tant que Christine Daniels, Lisa Dillman entame immédiatement une procédure de divorce. Durant l'année 2009, Mike Penner est diagnostiqué comme souffrant de dépression et il est hospitalisé deux fois, dont une en psychiatrie.  
Penner a été retrouvé mort dans sa maison de Los Angeles le 28 novembre 2009, d'un suicide évident. Le rapport du coroner a déterminé qu'il est mort d'un empoisonnement au monoxyde de carbone de tuyau d'échappement de voiture.